# جون تومسون (مصرفي)
جون تومسون هو مصرفي كندي، ولد في 1942 في مونتريال في كندا.